# رشيد بوشارب
رشيد بوشارب (بالفرنسية: Rachid Bouchareb) (ولد في 1 سبتمبر، 1953 قرب باريس) هو مخرج أفلام فرنسي من أصل جزائري. تثير أفلامه جدلا كبيرا خصوصا في فرنسا والجزائر

## قائمة الأفلام

### أفلام
- LA PIECE Kurzfilm (1976)
- LA CHUTE Kurzfilm (1977)
- LE BANC Kurzfilm (1978)
- PEUT-ETRE LA MER Kurzfilm (1983)
- BATON ROUGE (1985)
- RAI TV-Dokumentation (1988)
- CHEB (CHEB – FLUCHT AUS AFRIKA (1991)
- DES ANNEES DECHIREES TV-Dokumentation (1992)
- POUSSIERES DE VIE (DIE KINDER VON SAIGON (1994)
- L’HONNEUR DE MA FAMILLE (1997)
- LITTLE SENEGAL (2000)
- LE VILAIN PETIT POUSSIN (2003)
- Indigènes (2006)
- LONDON RIVER (2009)
- HORS LA LOI (2010)
- (2012 Just Like a Woman
- (2014 Two Men in Town
- من ألف إلى باء

### أفلام طويلة
- Bâton Rouge (1985)
- Cheb (1991)
- Poussières de vies (1994)
- سنغال الصغيرة (2001) (Prix du meilleur long métrage au 11e Festival du cinéma africain de Milan)
- إنديجان (2006)
- London River (2009)

### أفلام قصيرة
- Le vilain petit poussin (2004)
- L'ami y'a bon (2005)
- Djebel (2007)

### أفلام تلفزيونية
- Des années déchirées (1992)
- L'honneur de ma famille (1997)

## وصلات خارجية
- رشيد بوشارب على موقع IMDb (الإنجليزية)
- رشيد بوشارب على موقع ألو سيني (الفرنسية)
- رشيد بوشارب على موقع أول موفي (الإنجليزية)
- رشيد بوشارب على موقع قاعدة بيانات الأفلام السويدية (السويدية)
- رشيد بوشارب على موقع قاعدة بيانات الفيلم (الإنجليزية)
- رشيد بوشارب على موقع كينوبويسك (الروسية)

- La Beurgeoisie نسخة محفوظة 4 ديسمبر 2012 at Archive.is The French website for successful "Beurs".